# Richard McGeagh
Richard Michael McGeagh (* 11. März 1944 in Los Angeles; † 9. September 2021 in Nashville) war ein US-amerikanischer Schwimmer.

## Karriere
Richard McGeagh wurde 1944 in Los Angeles geboren und besuchte die Herbert Hoover High School in Glendale. Zwischen 1960 und 1962 gewann er dort das 100-Yards-Rückenschwimmen bei den CIF Southern Section Championships. 1961 stellte er über diese Distanz zudem einen neuen nationalen Highschool-Rekord mit einer Zeit von 51,8 Sekunden auf. Von 1962 bis 1967 studierte er an der University of Southern California. Für die USC Trojans war er als Schwimmer und Wasserballspieler aktiv. 1964 gewann er den NCAA-Meistertitel über 400 Yards Lagen.
McGeagh nahm an den Panamerikanischen Spielen 1963 teil, wo er mit der US-amerikanischen 4 × 100-m-Lagenstaffel die Goldmedaille gewann. Des Weiteren gehörte er auch der Staffel an, die im selben Jahr in Osaka mit einer Zeit von 4:00,1 min einen neuen Weltrekord aufstellte. Bei den Olympischen Sommerspielen 1964 in Tokio startete er im Vorlauf des 4 × 100-m-Lagenstaffelwettkampfs. Seine Zeit von 1:01,1 min war dabei ein olympischer Rekord für das Rückenschwimmen im Rahmen der Lagenstaffel. Da er im Finale ersetzt wurde, erhielt er nach den olympischen Schwimmregeln keine Medaille.
Richard McGeagh war 55 Jahre lang mit seiner Frau Barbara verheiratet. Das Paar lebte zunächst in La Crescenta-Montrose, hatte zwei Kinder und zog 2013 nach Nashville.
Am 9. September 2021 starb McGeagh im Alter von 77 Jahren während der COVID-19-Pandemie an den Folgen einer SARS-CoV-2-Infektion.